# Cele Trei Grații (sculptură)
Statuia lui Antonio Canova, Cele Trei Grații, este o sculptură neoclasică, în marmură, a celor trei Grații mitologice, fiicele lui Zeus – identificate pe unele gravuri ale statuii ca, de la stânga la dreapta, Euphrosyne, Aglaea și Thalia – despre care se spunea că reprezintă tinerețea/frumusețea (Thalia), veselia (Euphrosyne) și eleganța (Aglaea). Grațiile prezidau banchete și întruniri, pentru a încânta oaspeții zeilor. Ca atare, au servit drept subiecte pentru artiști istorici, inclusiv Sandro Botticelli și Bertel Thorvaldsen. O versiune a sculpturii se află în Muzeul Hermitage, iar o alta este deținută în comun și expusă pe rând de Muzeul Victoria și Albert și Galeria Națională Scoțiană .

## Versiuni ale sculpturii
John Russell, al VI-lea duce de Bedford, a comandat o versiune a operei de acum faimoase.  El vizitase studioul lui Canova din Roma în 1814 și fusese enorm de impresionat de sculptura cu Grații pe care Canova a produs-o pentru împărăteasa Josephine. Când împărăteasa a murit în luna mai a aceluiași an, s-a oferit să cumpere piesa finalizată, dar nu a reușit, deoarece fiul lui Josephine, Eugène, a revendicat-o (fiul său Maximilian a adus-o la Sankt Petersburg, unde poate fi găsită acum în Muzeul Ermitaj). Nedescurajat, Ducele a comandat o altă versiune pentru el.
Procesul de sculptură a început în 1814 și a fost finalizat în 1817. În 1819 a fost instalat la reședința ducelui din Woburn Abbey. Canova a călătorit în Anglia pentru a-i supraveghea instalarea, alegând să-l expună pe un piedestal adaptat dintr-un soclu de marmură cu blat rotativ. Acest articol este acum deținut în comun de Muzeul Victoria și Albert și Galeriile Naționale din Scoția și este afișat alternativ la fiecare.
Versiunea din Ermit este sculptată din marmură cu nervuri și are un stâlp pătrat în spatele figurii din stânga (Euphrosyne). Versiunea Woburn Abbey este sculptată din marmură albă și are un stâlp rotund, iar figura centrală (Aglaea) are o talie ceva mai lată.
În momentul în care a primit comanda ducelui, Canova se bucurase deja de o ilustră carieră de sculptor. Născut în provincia italiană Treviso în 1757, a fost educat de bunicul său, iar talentul său artistic a fost repede remarcat, în special de un senator, Giovanni Falieri, care l-a prezentat sculptorului Torretto. Torretto l-a luat pe Canova ca ucenic timp de doi ani.

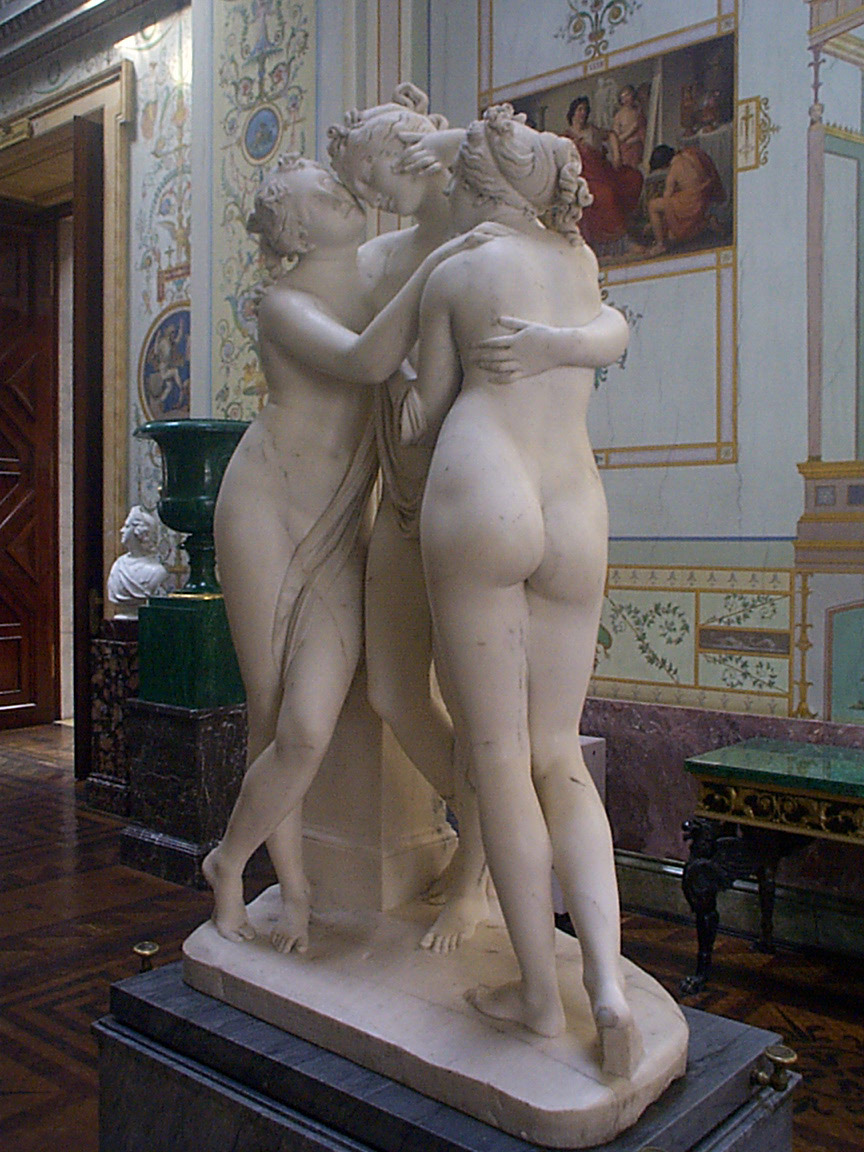
Cele Trei Grații, vedere alternativă, în Muzeul Ermitaj, Sankt Petersburg, Rusia

Canova a continuat să se bucure de mici comisii, dar faima sa nu a venit până în 1780 când a călătorit la Roma și s-a trezit inspirat și revigorat de amploarea și calitatea artei și arhitecturii. În acest timp, Canova a produs unele dintre cele mai venerate lucrări ale sale, inclusiv: Tezeu și Minotaurul (1782), monumentul său adus Papei Clement al XIV-lea (acum expus în bazilica dei Santi Apostoli ) și creierul mormântului somptuos al lui Clement al XIII-lea din St. a lui Peter. În 1793 a produs Psyche Revived by Cupid's Kiss, o piesă de compoziție imaculată și frumusețe curgătoare.
În 1802, a fost chemat la Paris de Napoleon I pentru a modela o figură enormă a împăratului ținând în mână o „Victorie”. De asemenea, va modela un bust al liderului francez, precum și o statuie a mamei lui Napoleon. Faptul că aceste piese au reprezentat doar o fracțiune din lucrările sale în această perioadă face de înțeles dublul său comision de a sculpta Grațiile.
Sculptura pentru Ducele de Bedford s-a bazat pe reprezentări ale Grațiilor pe care Canova le făcuse anterior, inclusiv o pictură din 1799, alte desene și un relief al Grațiilor pe care le-a executat în aceeași perioadă.
În 1810, a modelat o schiță din teracotă (acum în Musée de Lyon, Franța). Dar este probabil ca piesa sa pentru împărăteasa Josephine, și mai târziu pentru duce, a fost modelată în principal pe desenele timpurii și pe un model de schiță din teracotă. Știm că modelul imediat pentru lucrare a fost un grup de ipsos la scară largă care a supraviețuit și se află acum în muzeul Canova din Possagno. În versiunea pentru Ducele de Bedford, grațiile se sprijină pe un stâlp, deși în versiunile anterioare această caracteristică era absentă.

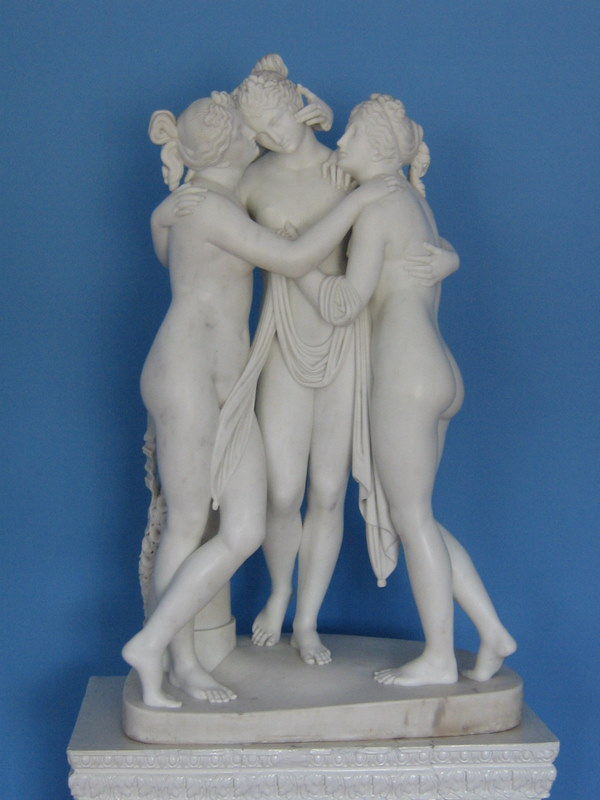
Cele Trei Grații : versiunea Ducelui de Bedford

## Tehnica și efectul artistic
Piesa este sculptată dintr-o singură lespede de marmură albă. Asistenții lui Canova au blocat aproximativ marmura, lăsându-l pe Canova să efectueze sculptura finală și să modeleze piatra pentru a evidenția carnea moale a Grațiilor. Aceasta a fost o marcă înregistrată a artistului, iar piesa arată o puternică loialitate față de mișcarea neoclasică în sculptură, al cărei exponent principal este Canova.
Cele trei zeițe sunt prezentate goale, strânse împreună, cu capetele aproape atingându-se în ceea ce mulți au numit o piesă „încărcată erotic”. Ei stau în picioare, aplecându-se ușor spre interior – poate discutând o problemă comună sau pur și simplu bucurându-se de apropierea lor. Coafurile lor sunt similare, împletite și ținute în vârful capului într-un nod.
Stilul este elegant și sugerează rafinament și clasă - au o frumusețe delicată care este obișnuită în sculptura lui Canova. Istoricii de artă au comentat adesea echilibrul pașnic care pare să existe între cele trei capete. Spre deosebire de compozițiile Grațiilor care au fost derivate din antichitate, în care figurile exterioare se îndreaptă spre privitor, iar figura centrală își îmbrățișează prietenii cu spatele la privitor, figurile lui Canova stau una lângă cealaltă, față în față.
Cele trei figuri feminine zvelte devin una în îmbrățișarea lor, unite prin mâinile lor legate și printr-o eșarfă care le leagă. Unitatea Grațiilor este una dintre temele principale ale piesei. În versiunea contesei Josephine, Grațiile se află pe un altar de sacrificiu împodobit cu trei coroane de flori și o ghirlandă care simbolizează legăturile lor fragile și strânse.

## Neoclasicismul și baroc
Opera lui Canova a contestat concepția barocă despre frumusețea opulentă; el arată Grațiile ca tinere nubile și zvelte. Aceasta nu este singura abatere pe care o face opera lui Canova de la baroc. De exemplu, Lucrările în stil baroc ale sculptorului italian Bernini prezintă un moment dur în timp - un instantaneu. Lucrarea lui Bernini din 1644, Extazul Sfintei Tereza, arată momentul în care spiritul sfânt străpunge inima Terezei, lăsând-o în ceea ce poate fi descris doar ca extaz al prezenței divine. Este o scenă dramatică, emoționantă, surprinsă de Bernini în momentul de cel mai mare impact. Munca lui Canova este însă diferită. Piesele sale nu par să posede vreun sens real al timpului, ele există doar într-un moment din trecut - amintiri aproape fantomatice ale unei întâmplări mitologice sau ale unei persoane decedate de mult. În cazul Grațiilor, el renunță la teatru și invită spectatorul să facă ceea ce vrea din scenă. Acest lucru este tipic mișcării neoclasice. În multe privințe, această lucrare a fost o plecare și de atunci a devenit considerată de mulți drept un reper al frumuseții.